# ويليام الكسندر دارسي
ويليام الكسندر دارسي (بالإنجليزية: William D'Arcy)‏ (1863 - 1940) هو لاعب كريكت نيوزلندي.

## وصلات خارجية
- ويليام الكسندر دارسي على موقع إي آس بي آن كريك إنفو (الإنجليزية)